# هارولد بيريناو
هارولد بيريناو (بالإنجليزية: Harold Perrineau)‏ ممثل أمريكي من مواليد 7 أغسطس 1963، حاصل على جائزة نقابة ممثلي الشاشة 2005 لأفضل مجموعة في مسلسل درامي عن دوره في مسلسل لوست.

## روابط خارجية
- هارولد بيريناو على موقع IMDb (الإنجليزية)
- هارولد بيريناو على موقع روتن توميتوز (الإنجليزية)
- هارولد بيريناو على موقع ألو سيني (الفرنسية)
- هارولد بيريناو على موقع ميوزك برينز (الإنجليزية)
- هارولد بيريناو على موقع تيرنر كلاسيك موفيز (الإنجليزية)
- هارولد بيريناو على موقع أول موفي (الإنجليزية)
- هارولد بيريناو على موقع قاعدة بيانات برودواي على الإنترنت (الإنجليزية)
- هارولد بيريناو على موقع قاعدة بيانات الأفلام السويدية (السويدية)
- هارولد بيريناو على موقع إن إن دي بي (الإنجليزية)
- هارولد بيريناو على موقع ديسكوغز (الإنجليزية)